# Der Morgenstern ist aufgedrungen

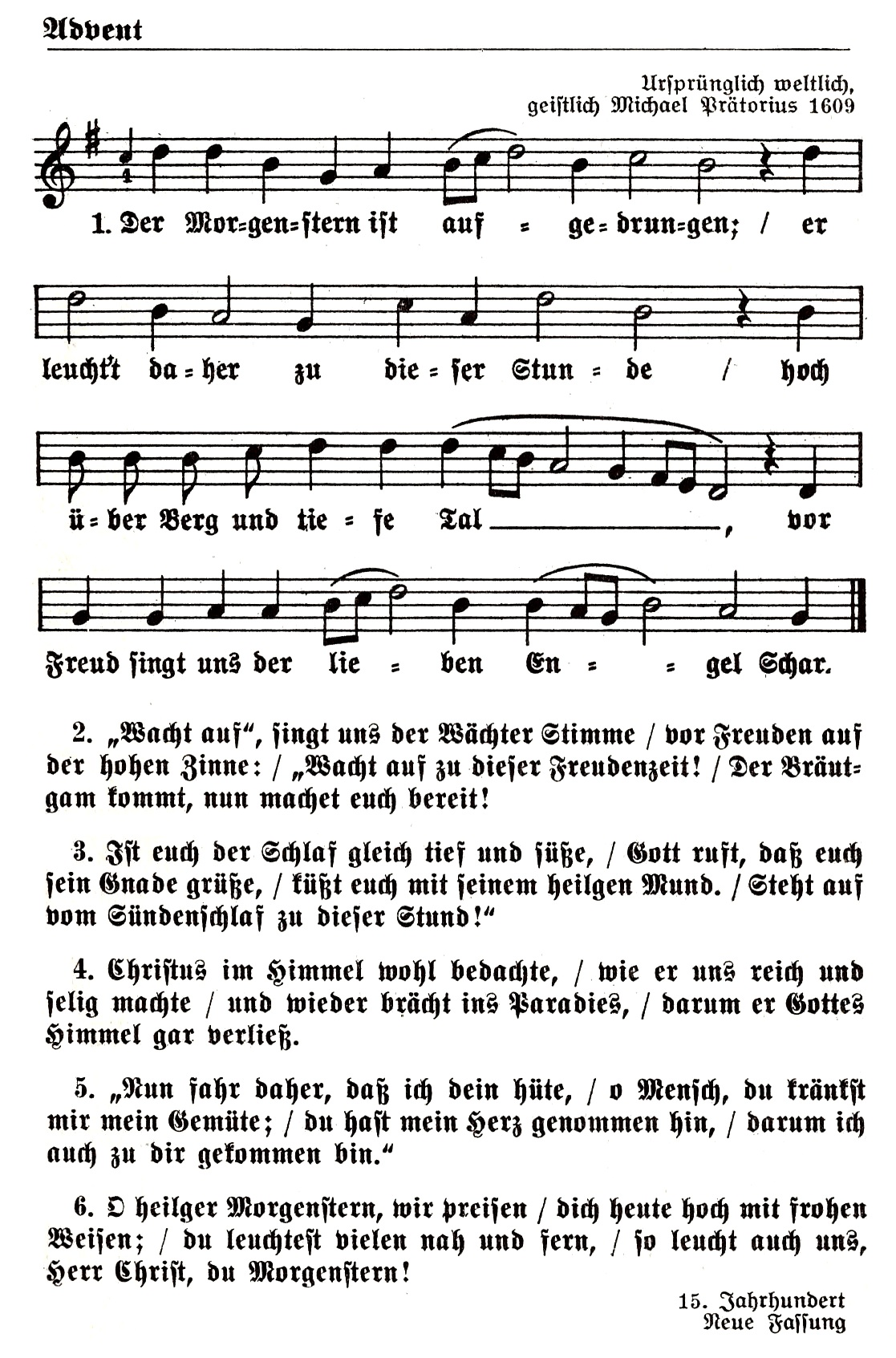
Der Morgenstern ist aufgedrungen bei Otto Riethmüller (1932)

Der Morgenstern ist aufgedrungen ist ein Weihnachtslied, das Daniel Rumpius (Rump) in seinem Liedbüchlein, darin begriffen Lehre, Trost, Vermahnung, Beichte, Klage, Bitte, Gebete, Fürbitte, Danksagungen etc. … im Jahr 1587 veröffentlicht hat.

## Inhalt
In seinem Buch wies Rump dem Lied ursprünglich als „Vermanung zur Busse auff Weihenachten … der Margaret Gammen frawen witwen auf seinen thon“ einen Platz in der Adventszeit zu, die in der liturgischen Tradition als Bußzeit verstanden wird. Bemerkenswerterweise formulierte er seine schöpferische Methode der Adaption eines weltlichen in ein geistliches Lied ausdrücklich in den Text hinein (Str. VI, Z 1–3). Zugleich handelte es sich um ein einer kranckn betrübten Witwe gewidmetes Gelegenheitslied.
Dem Lied liegt ein niederdeutsches Volkslied zugrunde. Diese Tagelied genannte Gattung, die gern in geistliche Lieder umgeformt wurden, thematisierte den einem Liebespaar zugedachten Weckruf bei Tagesanbruch in der Morgenstunde nach nächtlichem Beisammensein. Die Einfügung der Engel in Str. 1 deutet das gesamte Geschehen um in den Anruf an die auf Weihnachten einzustimmende Gemeinde.
Während Strophe 2 ursprünglich den die Tändelei begleitenden Wächter besingt, wendet Rump das Geschehen den Menschen des Alltags zu (Herr und Gesinde, Str. II), die in der gern gebrauchten Allegorie des Sündenschlafes verharren (III). Dieser Weckruf wird weder als Störung noch als Aufscheuchen vernommen, sondern als sanftes „Wachküssen“ (Hld 1,2 ), womit Rump auch die formale Stimmung der Vorlage „mit sachten sinnen“' aufgreift. Er fordert zum fristen auf, also zum bewussten Leben in der als Frist begriffenen Zeit. Strophe IIII beschreibt das Werk des Erlösers in ganz elementaren und von späterer lutherischer Orthodoxie freien Bildern: „uns hülff und eraus brachte/ Das gfengnis gantz und gar zuriss“. In Str. V. beschreibt der Erlöser selbst in der 1. Person seinen Weg der Erniedrigung hin zum Menschen, der ihn wohl „krenkt“ und dennoch sein Herz für ihn eingenommen hat.
Vor dem gemeinhin als Autor der heutigen Fassung angegebenen Otto Riethmüller (1932), der bei Rump geschöpft hat, wird jedoch Wilhelm Witzke (Sechzig auserlesene alte deutsche Volkslieder) durch seine Fassung (1925) mit den heute gesungenen Strophen 1, 3 und 4 als eigentlicher Autor der beiden letzten Strophen erkennbar. Auf Riethmüller direkt geht in der jetzigen Fassung lediglich Zeile 4 in Strophe 2 zurück, womit er das Lied seinerseits deutlich in den Zusammenhang der Christus-Bräutigams-Metaphorik des Liedes Wachet auf, ruft uns die Stimme stellt.
Eine als Lobpreis des Christus-Morgensterns gestaltete Strophe schließt das Lied ab.
Das durch seine dreimalige Betonung des Morgensterns als Stern von Betlehem heute in den liturgischen Zusammenhang mit dem Epiphaniasfest gestellte Lied wird gleichzeitig als Adventslied angesehen, wie es auch Riethmüller mit seiner Einordnung des Liedes im Neuen Lied unter die Adventslieder belegt.

## Melodie
Das Lied wird auf die in den Musae Sioniae (1609) des Michael Praetorius überlieferte Melodieⓘ gesungen.

## Text
Volkslied

De morgensterne hefft sik upgedrungen

gar schön hebben uns die Kleinen waldvögelin gesungen

wol aver berg unde depe dal,

van fröuwden singet uns de leve nachtegal.

Von fröuwden singet uns de wechter an der tinnen

weckt up den held mit sachten sinnen:

Waek up, waek up, et is wol an der tit!

Und beschütt der jungfrouwen er ere, dem helt sin junge lif.

Daniel Rump 1587

I.

Der Morgenstern ist auffgedrungen,

er leucht’ daher zu dieser stunden

hoch uber berg und tieffe thal,

für freudn singt uns der lieben Engel Schar.

II.

Für freudn singn uns d wechter an der zinne

Wacht auff jr Herrn mit ewrem gesinde

Wacht auff zu dieser freuden zeit

Und frist ewr Seel und fristet ewren leib.

III.

Ist euch der schlaff so tieff und süsse?

Gott rufft euch durch seiner gnaden güte

Küst euch mit seinem Göttlichen mund

Wolt jr nicht wachen von aller ewer sündt?

IIII.

Christus im Himel wol bedachte

Wie er uns hülff und eraus brachte

Das gfengnis gantz und gar zuriss

Und uns von dannen frey und erausser lies.

V.

Nun fahr daher, Ich will dich behüten

O Mensch, du krenkst mir mein gemüte.

Du hast mein hertz all eingenommen

Drumb bin ich zu dir vom Himel erab gekommen.

VI.

Dis hab ich new ausm alten gesungen

Ausr welt gebracht in geistliche zunge

Mit Christlichem frölichem mut

Einer jetzt kranckn betrübten Witwen zugut.

VII.

Gott woll sein Gnad und gunst verleihen

Da jr schwachheit zum besten gedeye

Damit der der Leib hie ist behafft

Der geb der Seelen gesundheit, sterk und krafft.

Evangelisches Gesangbuch

1. Der Morgenstern ist aufgedrungen,

er leucht’ daher zu dieser Stunde

hoch über Berg und tiefe Tal,

vor Freud singt uns der lieben Engel Schar.

2. Wacht auf, singt uns der Wächter Stimme

vor Freuden auf der hohen Zinne:

Wacht auf zu dieser Freudenzeit!

Der Bräut’gam kommt, nun machet euch bereit!

3. Christus im Himmel wohl bedachte,

wie er uns reich und selig machte

und wieder brächt ins Paradies,

darum er Gottes Himmel gar verließ.

4. O heilger Morgenstern, wir preisen

dich heute hoch mit frohen Weisen;

du leuchtest vielen nah und fern,

so leucht auch uns, Herr Christ, du Morgenstern!
Eine Auswahl von vier Strophen aus Riethmüllers Fassung wurde in das Evangelische Kirchengesangbuch (1950) für Hessen und Nassau aufgenommen. Auf dieser Basis fand das Lied in einer ebenfalls vierstrophigen, aber davon abweichenden Fassung Aufnahme in das Evangelische Gesangbuch (1993; EG 69).